# Млини (Меджибіж)
Млини (вул. Набережна, 1) — комплекс з двох споруд млинів у смт Меджибіж Хмельницької обл. Прийняті на облік як щойно виявлена пам'ятка архітектури наказом управління культури, національностей та релігій Хмельницької обласної державної адміністрації від 28.02.2013 №65. 

## Історія
Вперше будівлю млина на цьому місці зафіксовано на найранішому плані міста Меджибожа, який датується 1677 роком.
Вигляд комплексу з двох млинів зафіксовано на гравюрі Наполеона Орди з краєвидом Меджибожа, на інших гравюрах у періодиці XIX ст., на світлинах з експедиції Стефана Таранушенка.
Нині обидві будівні млинів перебувають у приватних власників. Південний млин практично втрачений (перебудований під магазин). Північний млин перебуває в аварійному стані, не охороняється.

## Галерея

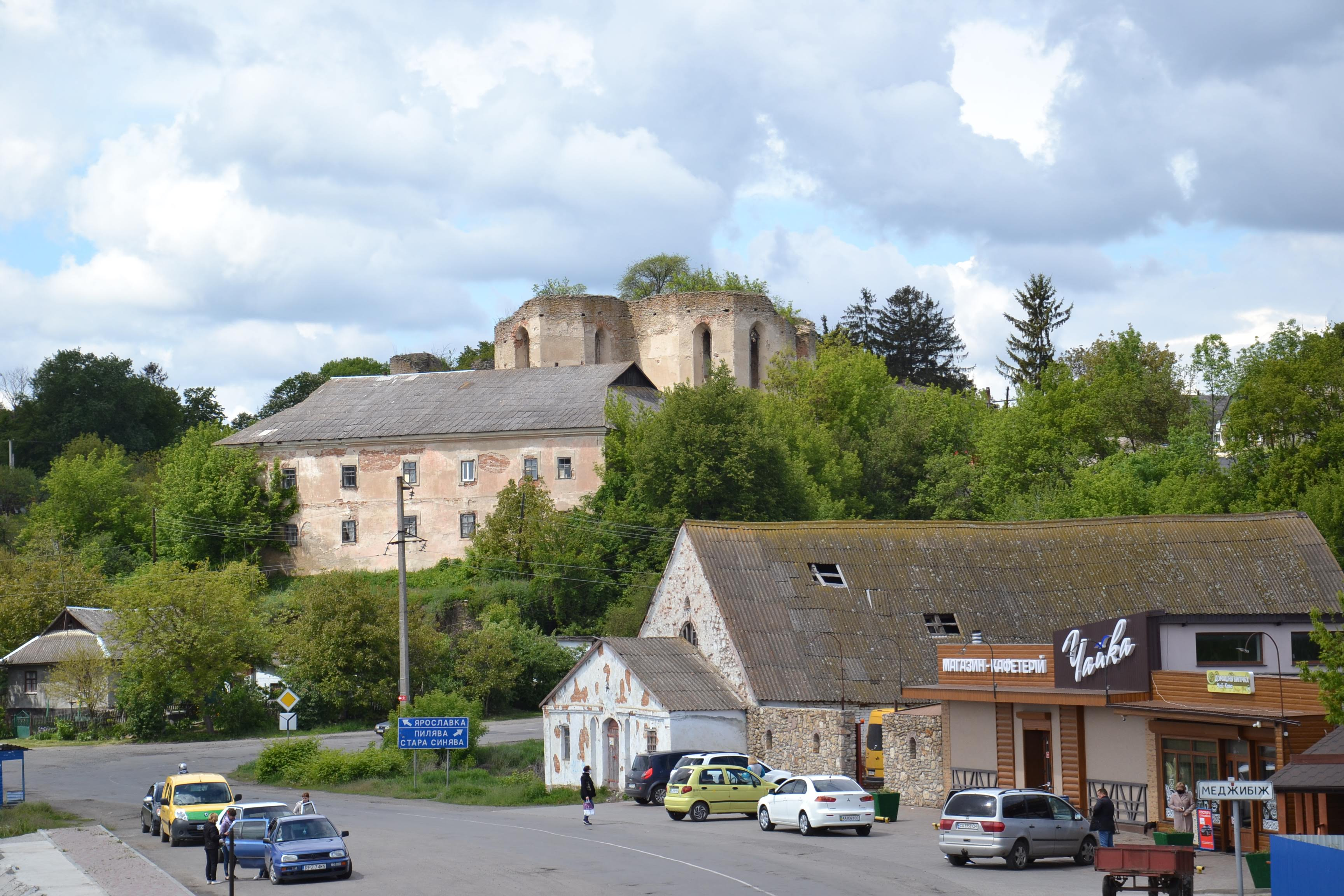
Млини в Меджибожі. Сучасний вигляд
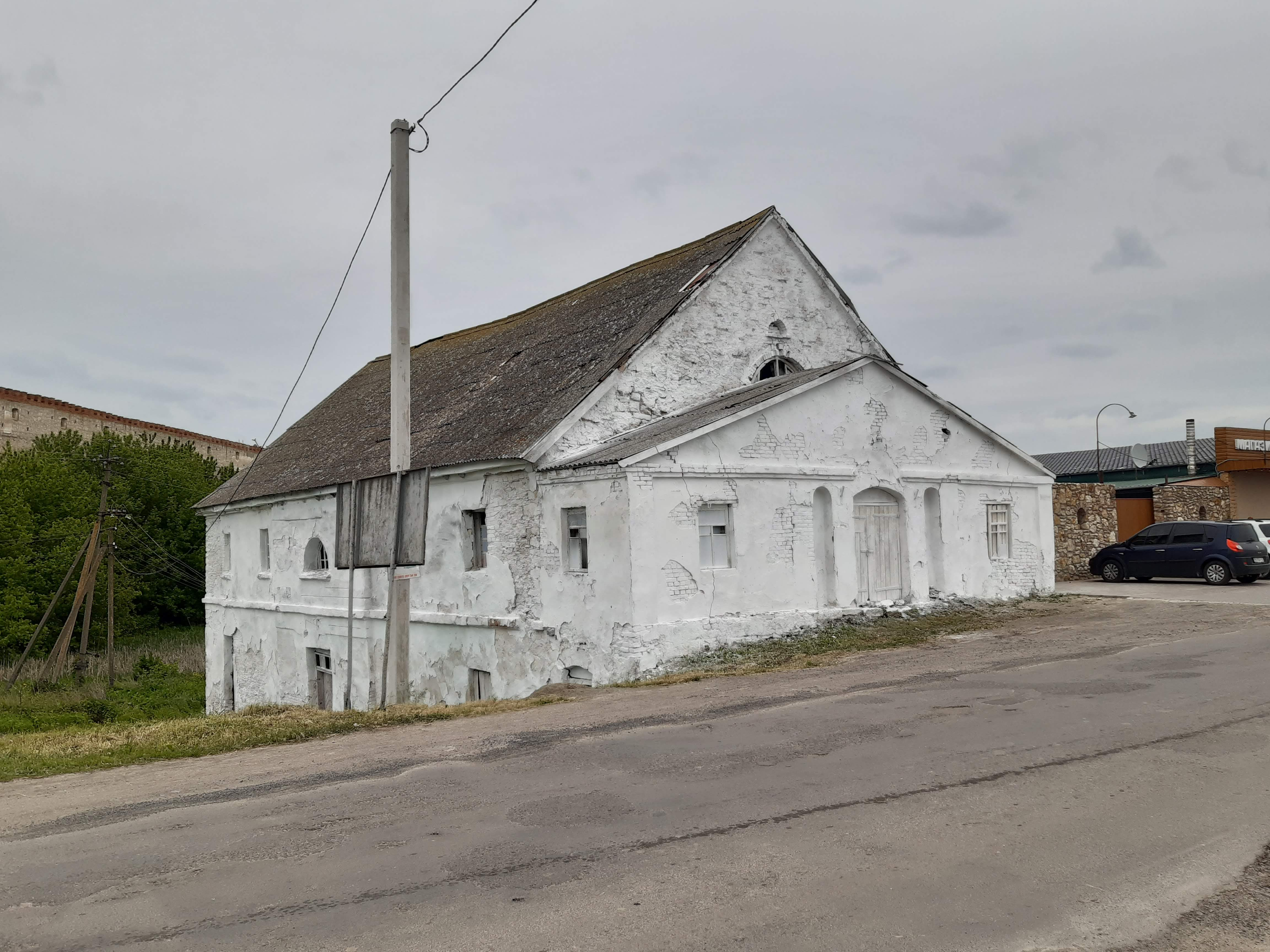
Вцілілий млин в Меджибожі. Сучасний вигляд
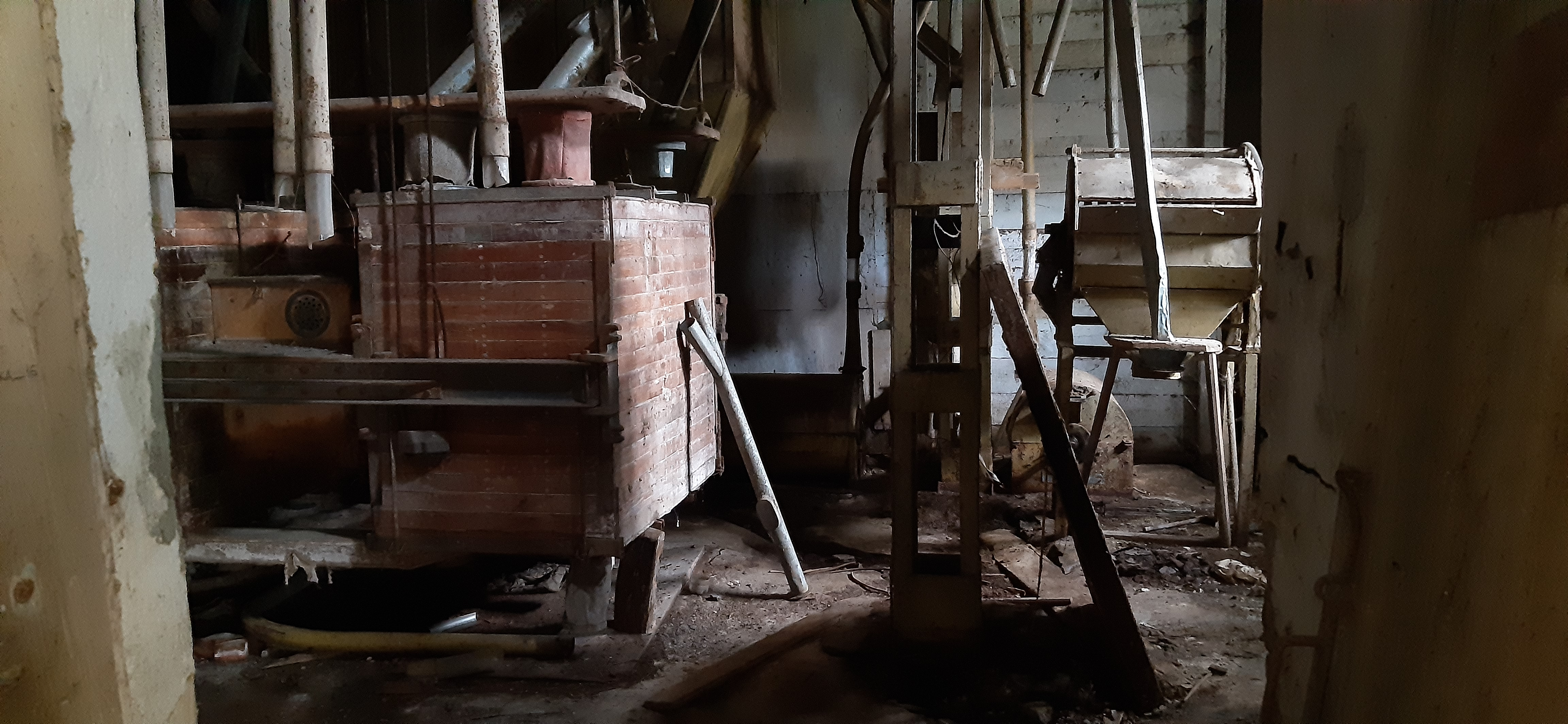
Млин в Меджибожі, вигляд зсередини
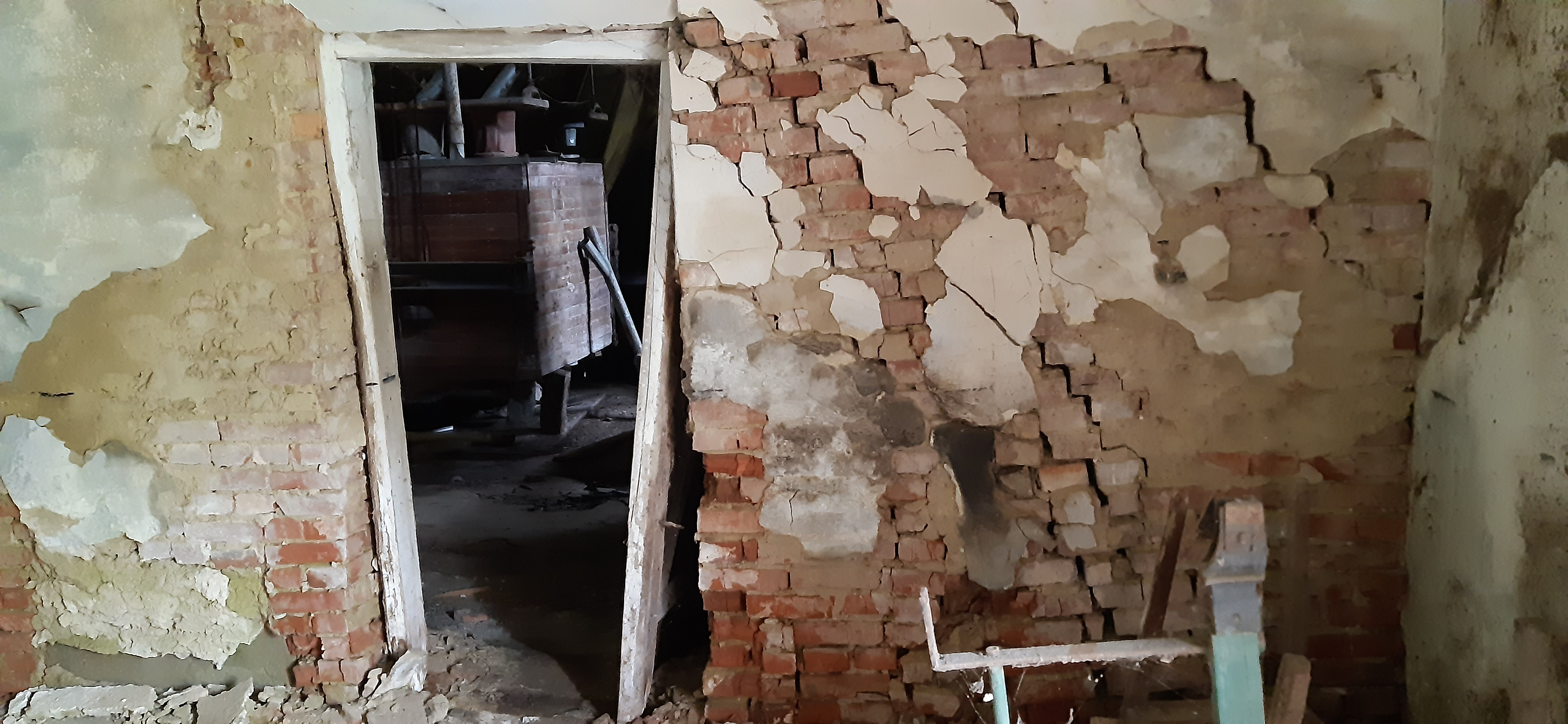
Млин в Меджибожі, вигляд зсередини
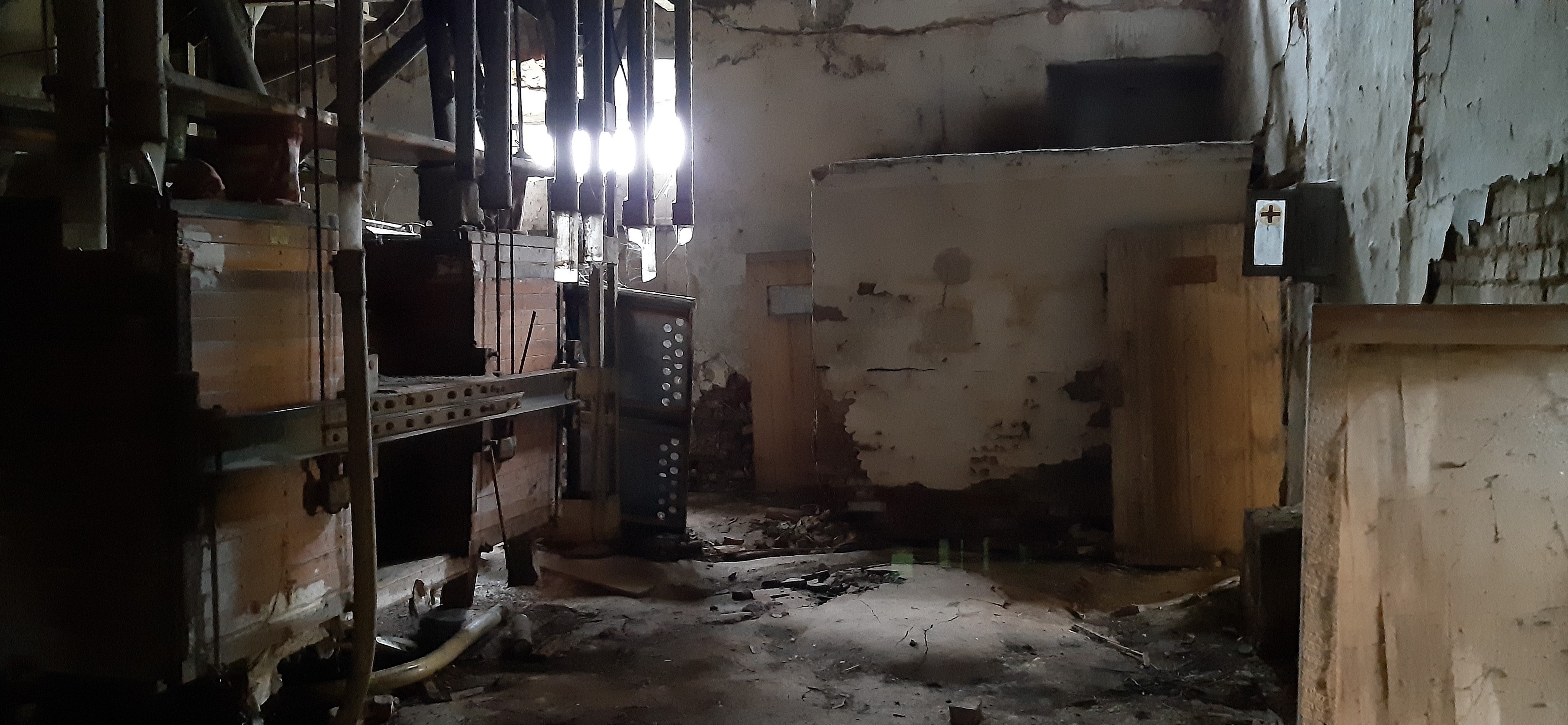
Млин в Меджибожі, вигляд зсередини
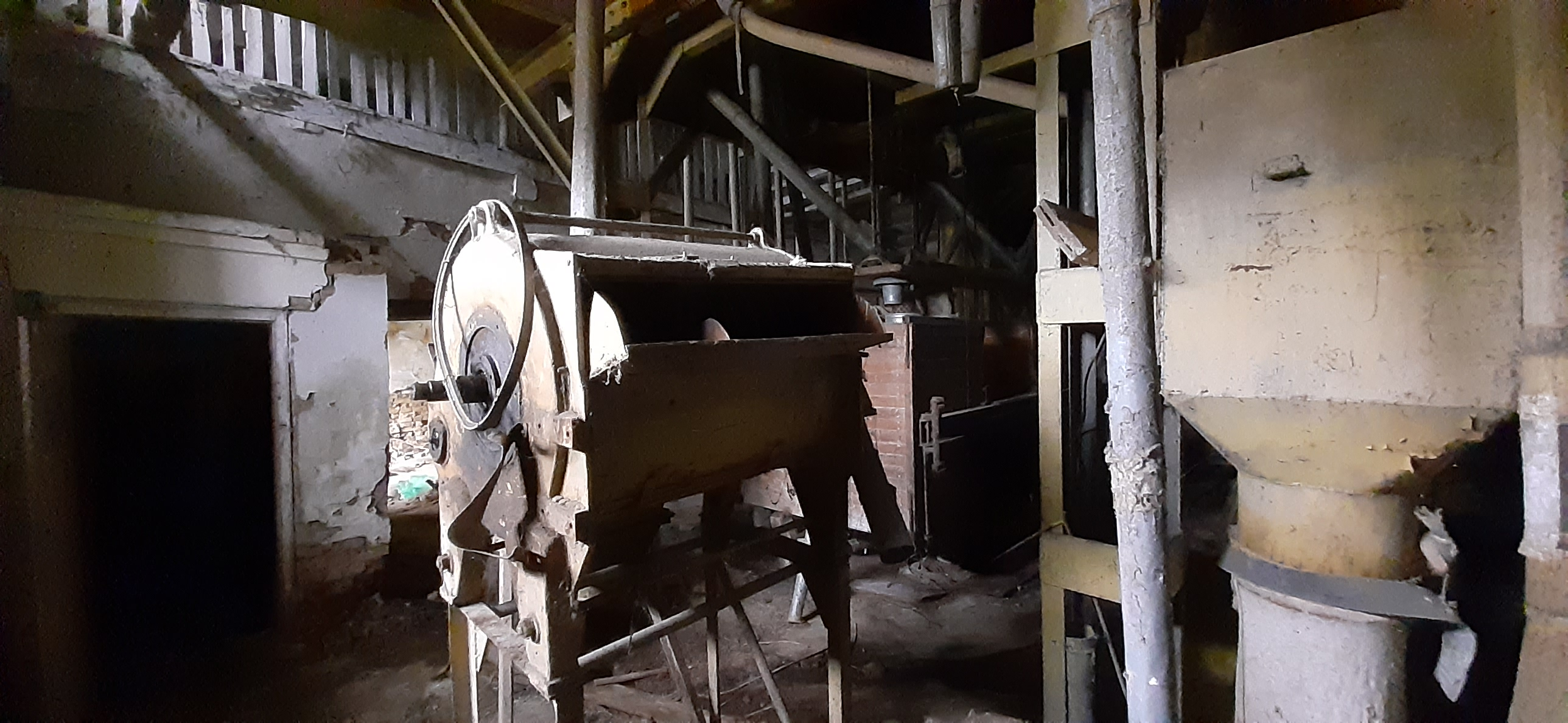
Млин в Меджибожі, вигляд зсередини
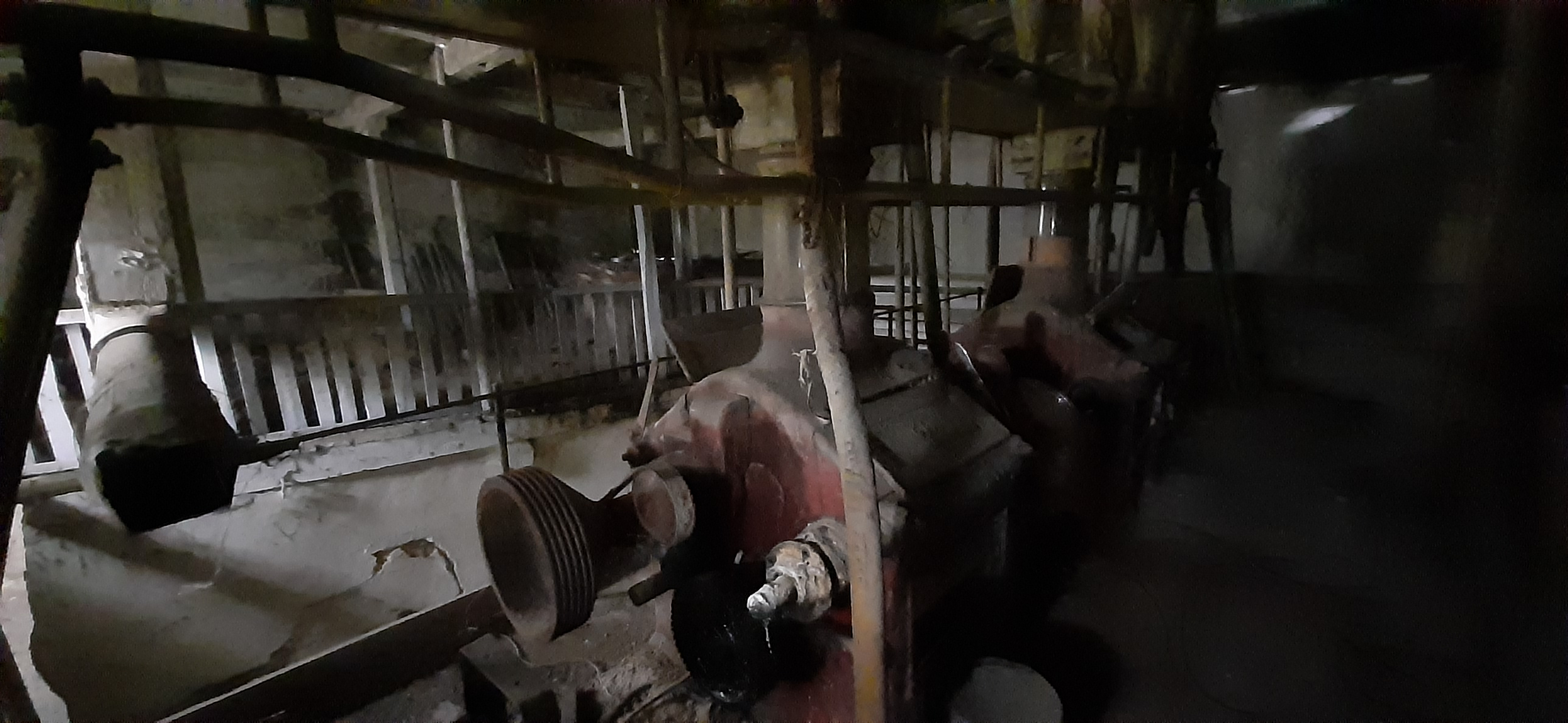
Млин в Меджибожі, вигляд зсередини
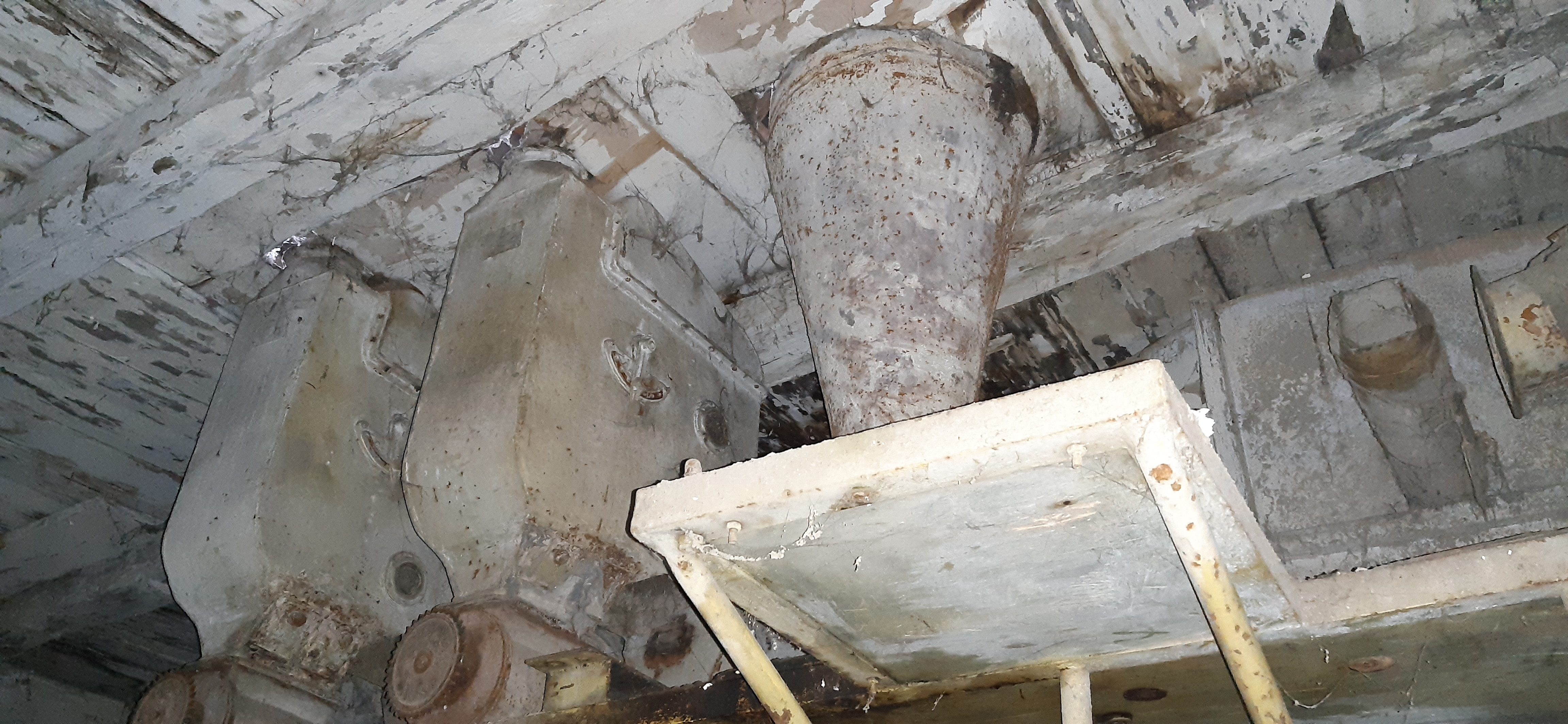
Млин в Меджибожі, вигляд зсередини
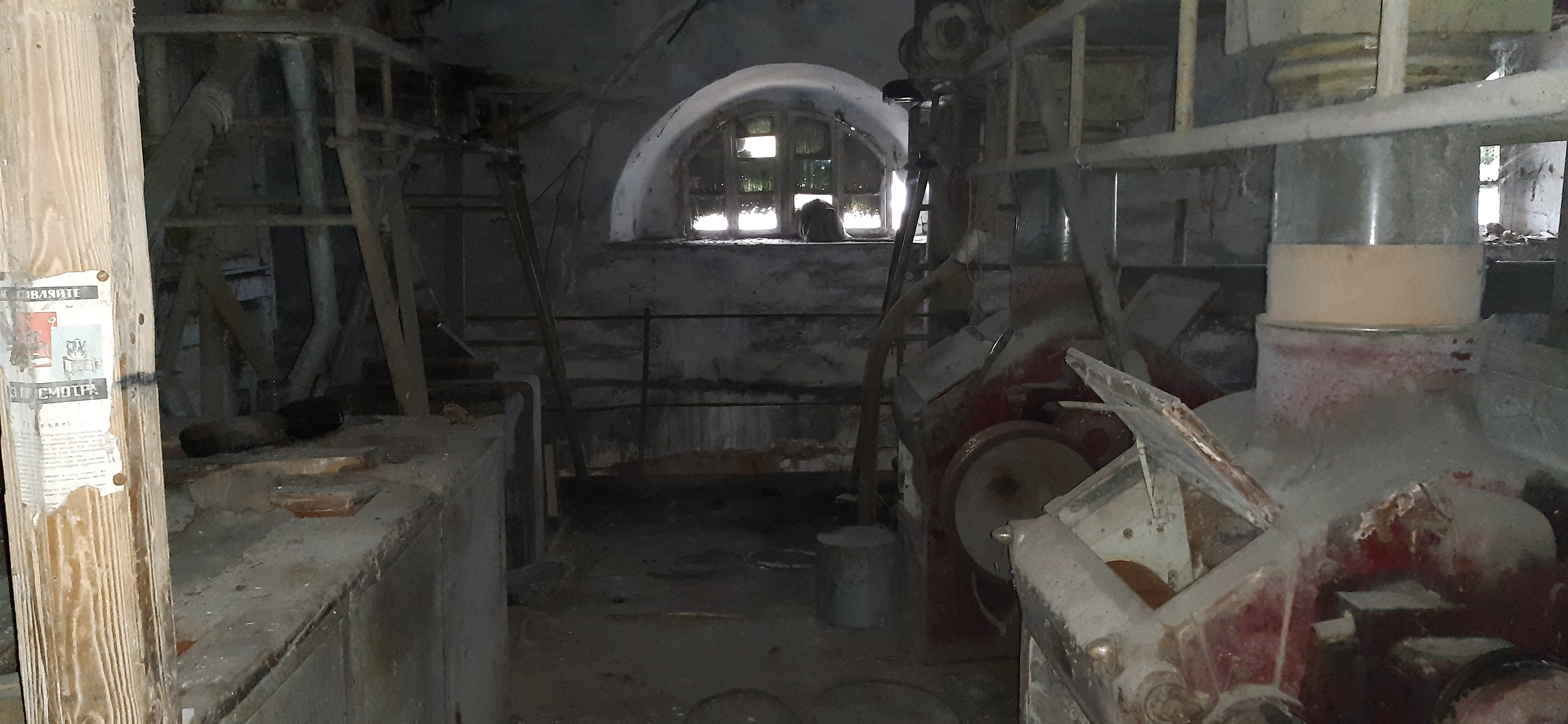
Млин в Меджибожі, вигляд зсередини
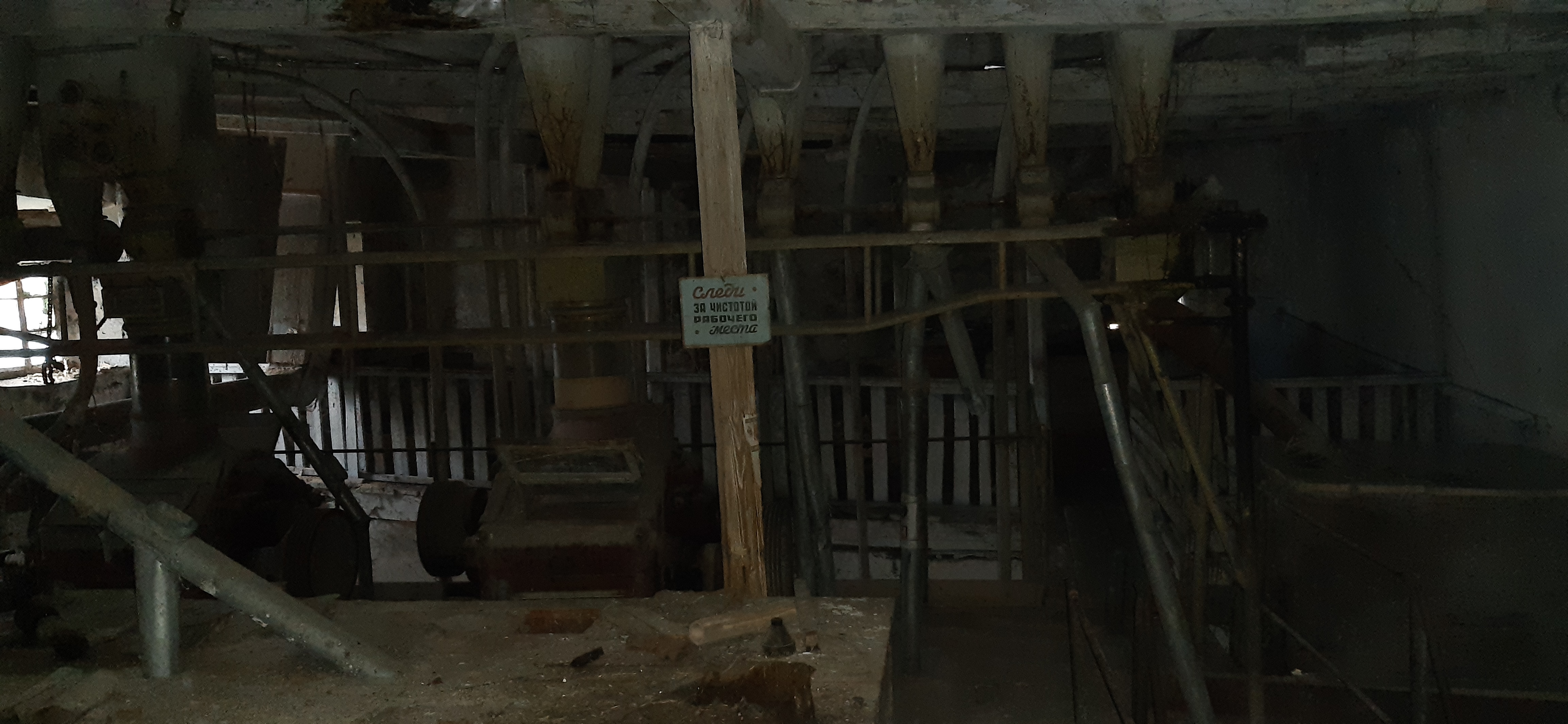
Млин в Меджибожі, вигляд зсередини
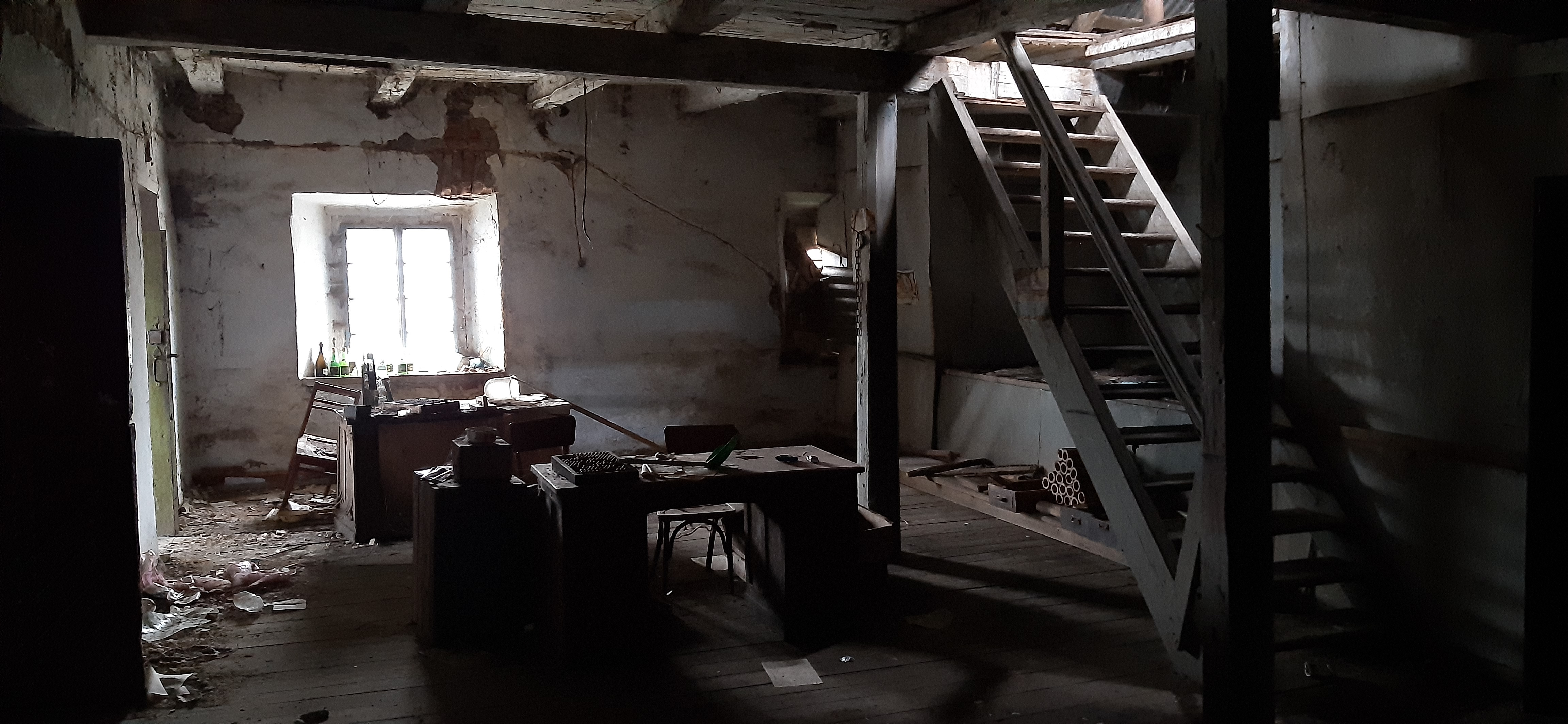
Млин в Меджибожі, вигляд зсередини
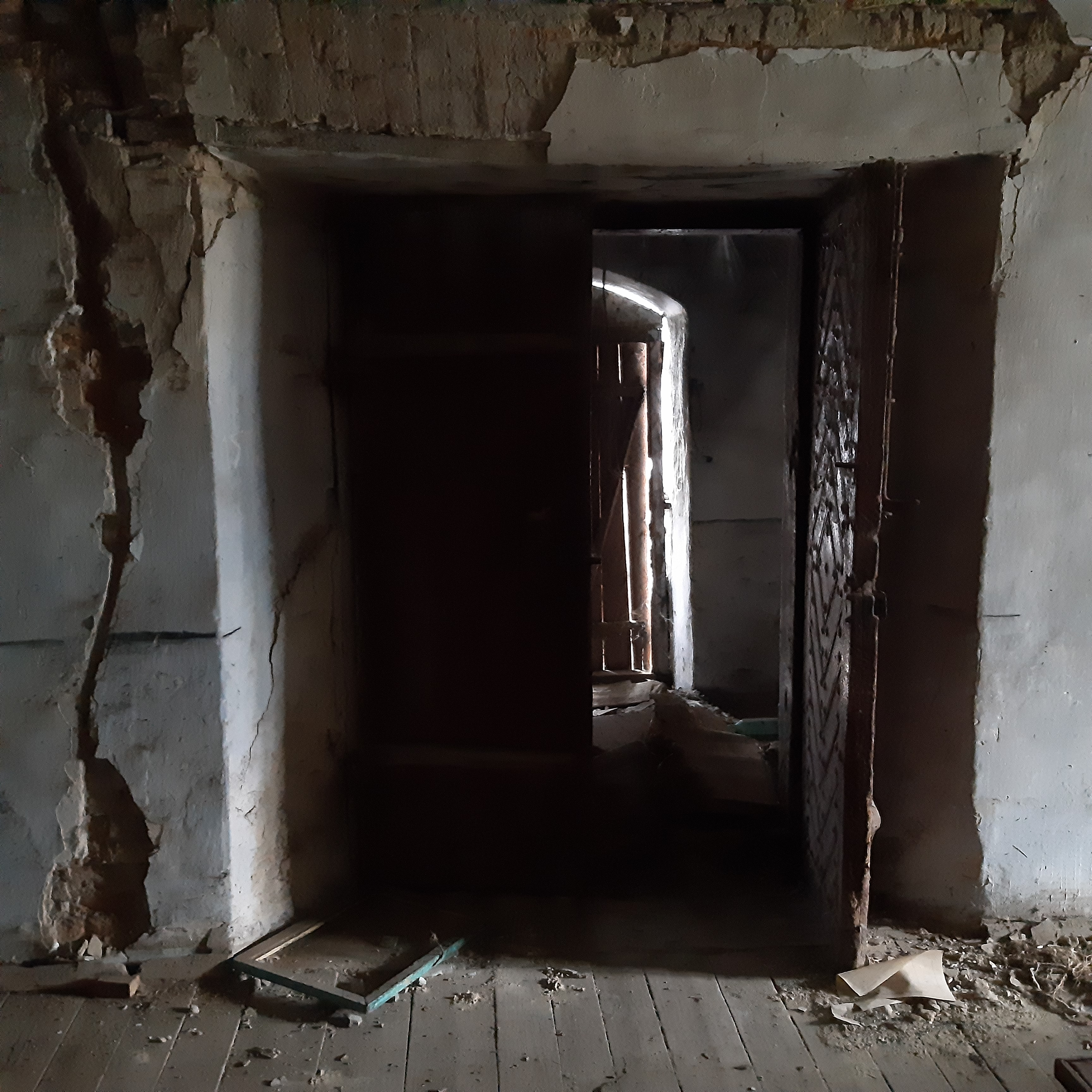
Млин в Меджибожі, вигляд зсередини
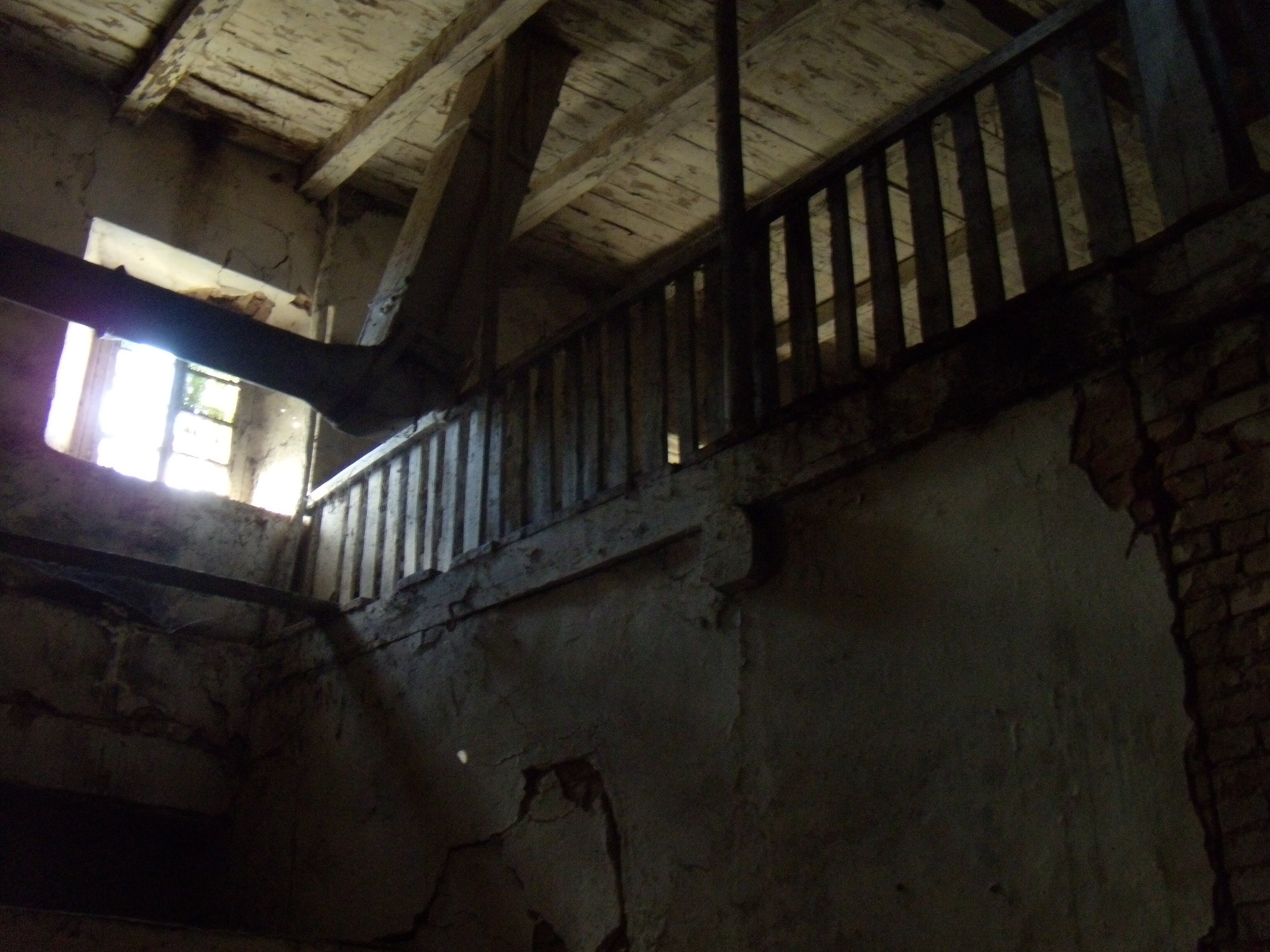
Млин в Меджибожі, вигляд зсередини